# ثيودور فرانز ويلهلم كيرش
ثيودور فرانز ويلهلم كيرش (بالألمانية: Theodor Franz Wilhelm Kirsch)‏ هو عالم بقشريات الأجنحة وعالم حشرات ألماني، ولد في سبتمبر 1818 في Düben ‏ في ألمانيا، وتوفي في 1869 في درسدن في ألمانيا.